# Tullio Gregory
Tullio Gregory (né à Rome, le 28 janvier 1929 et mort à Rome, 2 mars 2019) est un philosophe et historien de la philosophie italien.

## Biographie
Tullio Gregory est diplômé de philosophie en 1950 de la faculté de lettres et de philosophie de La Sapienza de Rome, où il est élève de Bruno Nardi. Il est nommé professeur ordinaire de La Sapienza en 1962, dirigeant la chaire de l'histoire de la philosophie médiévale et à partir de 1967 de celle de l'histoire de la philosophie. Il dirige aussi le département de recherche historico-philosophique et pédagogique de cette même université.
Il collabore à partir de 1951 à l'Istituto dell'Enciclopedia Italiana, contribuant entre autres aux articles du Dizionario enciclopedico italiano. Ensuite, il devient directeur de la section d'histoire de la philosophie et du christianisme du Lessico universale italiano, collaborant au troisième appendice, au Dizionario biografico degli Italiani, aux sections Dantesca et Virgiliana. Il dirige la rédaction de l'Enciclopedia della moda. Au sein de l'Istituto dell'Enciclopedia Italiana, dont il est membre du conseil scientifique, il est directeur de l'Enciclopedia italiana di scienze, lettere e arti (Treccani).
Dès le début des années 1960, Tullio Gregory est consultant de la maison d'édition Laterza pour la philosophie; il y dirige en particulier la collection « I filosofi » (Les philosophes), devenant désormais une vraie encyclopédie philosophique à part entière de haut niveau.
Il fonde et devient membre à partir de 1964 du Centre d'étude pour le lexique intellectuel européen du Conseil national de la recherche qu'il dirige dès 1970. En outre, il est membre du comité de direction du Centre italien d'études du Haut-Moyen-Âge et du comité de direction de l'Institut national d'études sur la Renaissance de Florence.
Il est codirecteur, d'abord avec Paul Dibon, puis avec Marc Fumaroli et Marta Fattori, des Nouvelles de la République des Lettres, il est membre du conseil scientifique de l'Institut de la langue française de Paris, directeur d'études à l'École Pratique des Hautes Études de la Sorbonne et de la Société internationale pour l'étude de la philosophie médiévale; dont il est nommé président en 1987.
Il est nommé académicien ordinaire de l'Académie des arts du dessin de Florence et membre national de l'Académie des Lyncéens et de l'Académie pontanienne. Il est également fellow de la British Academy de Londres à partir de 1993 et de l'American Academy of Arts and Sciences en 1994. Tullio Gregory est aussi conseiller d'administration de la Rai en 1993-1994, à l'époque des professeurs.
Il collabore avec l'Istituto dell'Enciclopedia Italiana et participe à l'émission dominicale Il Sole 24 ore où il exprime notamment son point de vue sur Wikipédia (18 et 25 février 2007); Dans les articles cités ci-dessus, il est noté qu'à son avis, dans Wikipédia, « les entrées individuelles sont une masse de nouvelles qui, faute d'un agencement critique, n'offrent même pas d'informations fiables ».
Il meurt à Rome le 2 mars 2019 à 90 ans.

## Études
Il s'est surtout intéressé aux étapes de transition de la pensée philosophique, scientifique et théologique européenne du Moyen-Âge au XVIIe siècle.

## Œuvres principales
- Anima mundi. La filosofia di Guglielmo di Conches e la scuola di Chartres, Firenze, Sansoni, 1955 (ristampa: Fondazione CISAM, 2020).
- Platonismo medievale. Studi e ricerche, Roma, Istituto storico italiano per il Medio Evo, 1958.
- Scetticismo ed empirismo. Studio su Gassendi, Bari, Laterza, 1961.
- L'idea di natura nella filosofia medievale prima dell'ingresso della fisica di Aristotele. Il secolo XII, in III Congresso Internazionale di Filosofia medievale, La filosofia della natura nel Medioevo (Passo della Mendola, 31 agosto-5 settembre 1964), Firenze, Sansoni, 1964; poi in La filosofia della natura nel Medioevo. Atti del Terzo Congresso internazionale di filosofia medioevale. Passo della Mendola (Trento), 31 agosto-5 settembre 1964, Milano, Vita e pensiero, 1966, pp. 27–65.
- Studi sull'atomismo del Seicento, in "Giornale critico della filosofia italiana", XVIII, 1964, pp. 38–65; XX, 1966, pp. 44–63; XXI, 1967, pp. 528–541
- Aristotelismo, in Grande antologia filosofica, VI, Il pensiero della rinascenza e della riforma. Protestantesimo e riforma cattolica, Milano, Marzorati, 1964.
- Dio ingannatore e genio maligno. Nota in margine alle "Meditationes" di Descartes, in "Giornale critico della filosofia italiana", anno LIII (LV), fasc. IV (ott.-dic. 1974), pp. 477–516; poi in Mundana sapientia.
- Theophrastus redivivus. Erudizione e ateismo nel Seicento, Napoli, Morano, 1979.
- Il libertinismo della prima metà del Seicento. Stato attuale degli studi e prospettive di ricerca, in Ricerche su letteratura libertina e letteratura clandestina nel Seicento. Atti del Convegno di studio di Genova, 30 ottobre-1 novembre 1980, Firenze, La Nuova Italia, 1981, pp. 3–47.
- Etica e religione nella critica libertina, Napoli, Guida, 1986.  (ISBN 88-7042-833-8).
- Mundana sapientia. Forme di conoscenza nella cultura medievale, Roma, Edizioni di Storia e Letteratura, 1992.  (ISBN 88-87114-21-8).
- (fr) Genèse de la raison classique de Charron à Descartes, Paris, Presses Universitaires de France, 2000.  (ISBN 2130483135).
- Lo spazio come geografia del sacro nell'Occidente altomedievale, in “Giornale critico della filosofia italiana”, Anno LXXXI (LXXXIII), Fasc. II, Maggio-Agosto 2002.
- Noè ovvero della sobria ebbrezza, in L'ebbrezza di Noè. Sedici artisti per San Gimignano, Cesena, Il Vicolo, 2003.  (ISBN 88-87369-23-2).
- Origini della terminologia filosofica moderna. Linee di ricerca, Firenze, Olschki, 2006.  (ISBN 88-222-5566-6).
- Speculum naturale. Percorsi del pensiero medievale, Roma, Edizioni di Storia e Letteratura, 2007.  (ISBN 978-88-8498-338-1).
- Principe di questo mondo. Il diavolo in Occidente, Roma-Bari, Laterza, 2013.  (ISBN 978-88-581-0654-9).
- Michel de Montaigne, o Della modernità, 2016, Edizioni della Normale, Pisa,  (ISBN 978-88-7642-583-7)
- Vie della modernità, Firenze, Le Monnier Università, 2016.  (ISBN 978-88-00-74761-5).

## Traductions en français
- Genèse de la raison classique de Charron à Descartes, Paris, PUF, 2000. Traduit par Marilène Raiola, préface de Jean-Robert Armogathe

## Distinctions
- Grand-croix de l'ordre du Mérite de la République italienne (1er juin 2002)[3]
- Chevalier, puis officier de l'ordre des Arts et des Lettres (France).

## Nots et références
1. ↑  (it) Il Sole 24 ore, 25 février 2007
2. ↑  (it) Morto Tullio Gregory, filosofo e storico della filosofia. Aveva 90 anni, in Corriere della Sera, 3 mars 2019
3. ↑  (it) Presidenza della Repubblica. Le onorificenze. Dettaglio decorato